# Mario Ančić
Mario Ančić (Spalato, 30 marzo 1984) è un allenatore di tennis ed ex tennista croato. Uno degli ultimi importanti esponenti del Serve & Volley.

## Biografia
Ančić si fece notare al suo esordio in un torneo dello Slam, a Wimbledon nel 2002, quando sconfisse Roger Federer, testa di serie numero 9 con il punteggio di 6-3, 7–6(2), 6-3. È stato l'ultimo giocatore a battere Federer a Wimbledon fino all'edizione del 2008, nell'epica finale contro Rafael Nadal.
Uno dei punti di forza del tennista croato era il servizio e la stampa lo iniziò ad etichettare come il "nuovo Ivanisevic". Nonostante il notevole talento, Ančić non è mai riuscito ad imporsi in nessun torneo importante, vincendo solo tre titoli, due a 's-Hertogenbosch, nel 2005 e nel 2006, e uno a San Pietroburgo nel 2006. Il suo miglior risultato in un torneo dello Slam è la semifinale ottenuta a Wimbledon nel 2004, dopo aver sconfitto nei quarti il beniamino di casa Tim Henman, perse in quattro set da Andy Roddick.
La sua miglior posizione in classifica è stata la numero 7, ottenuta il 10 luglio 2006, dopo essere stato eliminato nei quarti di finale a Wimbledon da Roger Federer. In questa stagione ha lottato fino all'ultimo Masters Series per entrare nella Masters Cup, ma non vi è riuscito per pochi punti in classifica. Il suo miglior risultato sportivo resta comunque la vittoria in Coppa Davis ottenuta nel 2005 contro la Slovacchia.
Il 2007 è iniziato discretamente con gli ottavi di finale raggiunti all'Australian Open prima della sconfitta in un match combattuto finito al quinto set contro Andy Roddick; tuttavia, a causa della mononucleosi (una forma grave, che lo affliggerà fino al 2008), è stato costretto a fermarsi da febbraio, saltando così tutti gli Slam, e perdendo così molte posizioni nel ranking mondiale, slittando dal numero 9 al 135 nel gennaio 2008.
Nel 2008 riesce a raggiungere i quarti di finale a Wimbledon, dove viene eliminato ancora da Roger Federer. Nel 2009 rimane lontano dai campi da gioco praticamente tutto l'anno, non ottenendo nessun risultato rilevante, a causa degli infortuni e della debolezza del fisico causata dalle precedenti malattie.
Il 24 febbraio 2011, annuncia il suo ritiro a soli 26 anni a causa dell'impossibilità del suo fisico di recuperare completamente dagli infortuni.

## Curiosità
- Nel 2008, prima dunque di lasciare il tennis, si è laureato in Giurisprudenza all'Università di Spalato.

## Statistiche

### Singolare

#### Vittorie (3)
| Legenda                   |
| Grande Slam (0)           |
| ATP World Tour Finals (0) |
| ATP Masters 1000 (0)      |
| ATP World Tour 500 (0)    |
| ATP World Tour 250 (3)    |

| Numero | Data            | Torneo                            | Superficie | Avversario in finale | Punteggio     |
| 1.     | 19 giugno 2005  | 's-Hertogenbosch, Paesi Bassi (1) | Erba       | Michaël Llodra       | 7-5, 6-4      |
| 2.     | 25 giugno 2006  | 's-Hertogenbosch, Paesi Bassi (2) | Erba       | Jan Hernych          | 6-0, 5-7, 7-5 |
| 3.     | 29 ottobre 2006 | San Pietroburgo, Russia           | Sintetico  | Thomas Johansson     | 7-5, 7-6(2)   |

#### Finali perse (8)
| Legenda                   |
| Grande Slam (0)           |
| ATP World Tour Finals (0) |
| ATP Masters 1000 (0)      |
| ATP World Tour 500 (1)    |
| ATP World Tour 250 (7)    |

| Nº | Data              | Torneo                                     | Superficie  | Avversario della finale | Risultato            |
| -- | ----------------- | ------------------------------------------ | ----------- | ----------------------- | -------------------- |
| 1. | 9 febbraio 2004   | Milan Indoor 2004, Milano                  | Sintetico   | Antony Dupuis           | 4-6, 7-6(12), 6(5)-7 |
| 2. | 21 febbraio 2005  | Tennis Channel Open, Scottsdale            | Cemento     | Wayne Arthurs           | 5-7, 3-6             |
| 3. | 3 ottobre 2005    | AIG Japan Open Tennis Championships, Tokyo | Cemento     | Wesley Moodie           | 6-1, 6(7)-7, 4-6     |
| 4. | 9 gennaio 2006    | Heineken Open, Auckland                    | Cemento     | Jarkko Nieminen         | 2-6, 2-6             |
| 5. | 13 febbraio 2006  | Open 13, Marsiglia (1)                     | Cemento     | Arnaud Clément          | 4-6, 2-6             |
| 6. | 11 settembre 2006 | China Open, Pechino                        | Cemento     | Marcos Baghdatis        | 4-6, 0-6             |
| 7. | 11 febbraio 2008  | Open 13, Marsiglia (2)                     | Cemento (i) | Andy Murray             | 3-6, 4-6             |
| 8. | 2 febbraio 2009   | PBZ Zagreb Indoors, Zagabria               | Cemento     | Marin Čilić             | 3-6, 4-6             |

### Doppio

#### Vittorie (5)
| No. | Data              | Torneo            | Superficie  | Partner         | Avversari in finale            | Punteggio           |
| 1.  | 23 luglio 2003    | Indianapolis      | Cemento     | Andy Ram        | Diego Ayala Robby Ginepri      | 2–6, 7–6(3), 7–5    |
| 2.  | 25 aprile 2005    | Monaco di Baviera | Terra rossa | Julian Knowle   | Florian Mayer Alexander Waske  | 6–3, 1–6, 6–3       |
| 3.  | 11 settembre 2006 | Pechino           | Cemento     | Mahesh Bhupathi | Michael Berrer Kenneth Carlsen | 6–4, 6–3            |
| 4.  | 26 settembre 2006 | Mumbai            | Cemento     | Mahesh Bhupathi | Rohan Bopanna Mustafa Ghouse   | 6–4, 6(6)-7, [10-8] |
| 5.  | 15 giugno 2008    | s'Hertogenbosch   | Erba        | Jürgen Melzer   | Mahesh Bhupathi Leander Paes   | 7–6(5), 6–3         |

## Risultati nei tornei del Grande Slam
| Torneo          | 2011 | 2010 | 2009 | 2008 | 2007 | 2006 | 2005 | 2004 | 2003 | 2002 | Carriera |
| --------------- | ---- | ---- | ---- | ---- | ---- | ---- | ---- | ---- | ---- | ---- | -------- |
| Australian Open | -    | -    | 3T   | -    | 4T   | 3T   | 3T   | 3T   | 4T   | -    | 0        |
| Roland Garros   |      | -    | -    | 3T   | -    | QF   | 3T   | 3T   | 2T   | -    | 0        |
| Wimbledon       |      | -    | -    | QF   | -    | QF   | 3T   | SF   | 1T   | 2T   | 0        |
| US Open         |      | -    | -    | -    | -    | -    | 2T   | 1T   | 1T   | 1T   | 0        |